# Coconar
Coconar (Pinus pinea L.), numit și pin mediteraneean, pin umbrelă, este un conifer aparținând genului Pin din familia Pinaceae.

## Descriere
Acest arbore este relativ scund, având o înălțime de 15 – 20 m și un diametru al trunchiului de 0,5 m. Frunzele sale sunt aciforme, fragile, având o lungime de până la 20 cm și fiind grupate câte 2. Lemnul acestui pin are o culoare caracteristică roșie-brun. Coroana are o formă de umbrelă. Conurile sale sunt ovale și au o lungime de până la 15 cm.

## Răspândire
Acest copac este originar din peninsula Iberică, însă a fost răspândit în tot bazinul mediteraneean și aclimatizat în California.

## Importanța economică
În țările bazinului mediteraneean (Italia, Franța, Spania si nu numai),  fructele acestei specii de pin (ce se găsesc așezate câte două sub foile conurilor și sunt numite în italiană pinoli)  se recoltează și se folosesc la pregătirea unor mâncăruri.

## Imagini

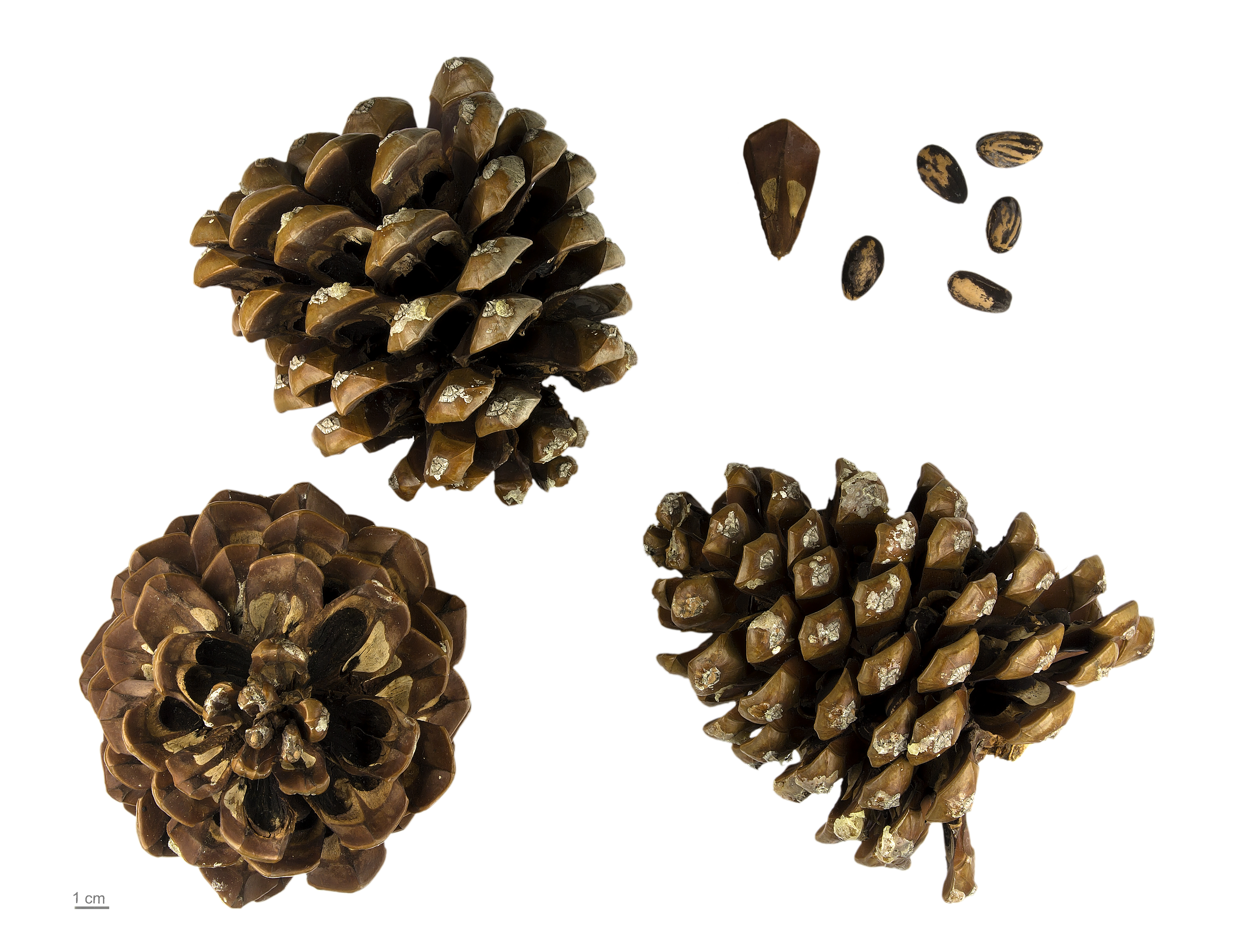
Conuri și semințe (Pinus pinea - MHNT)
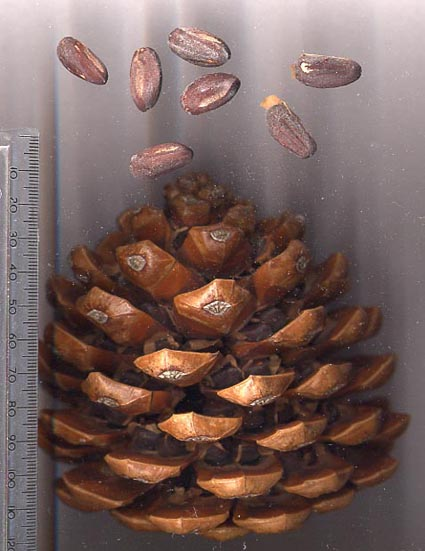
Con și semințe
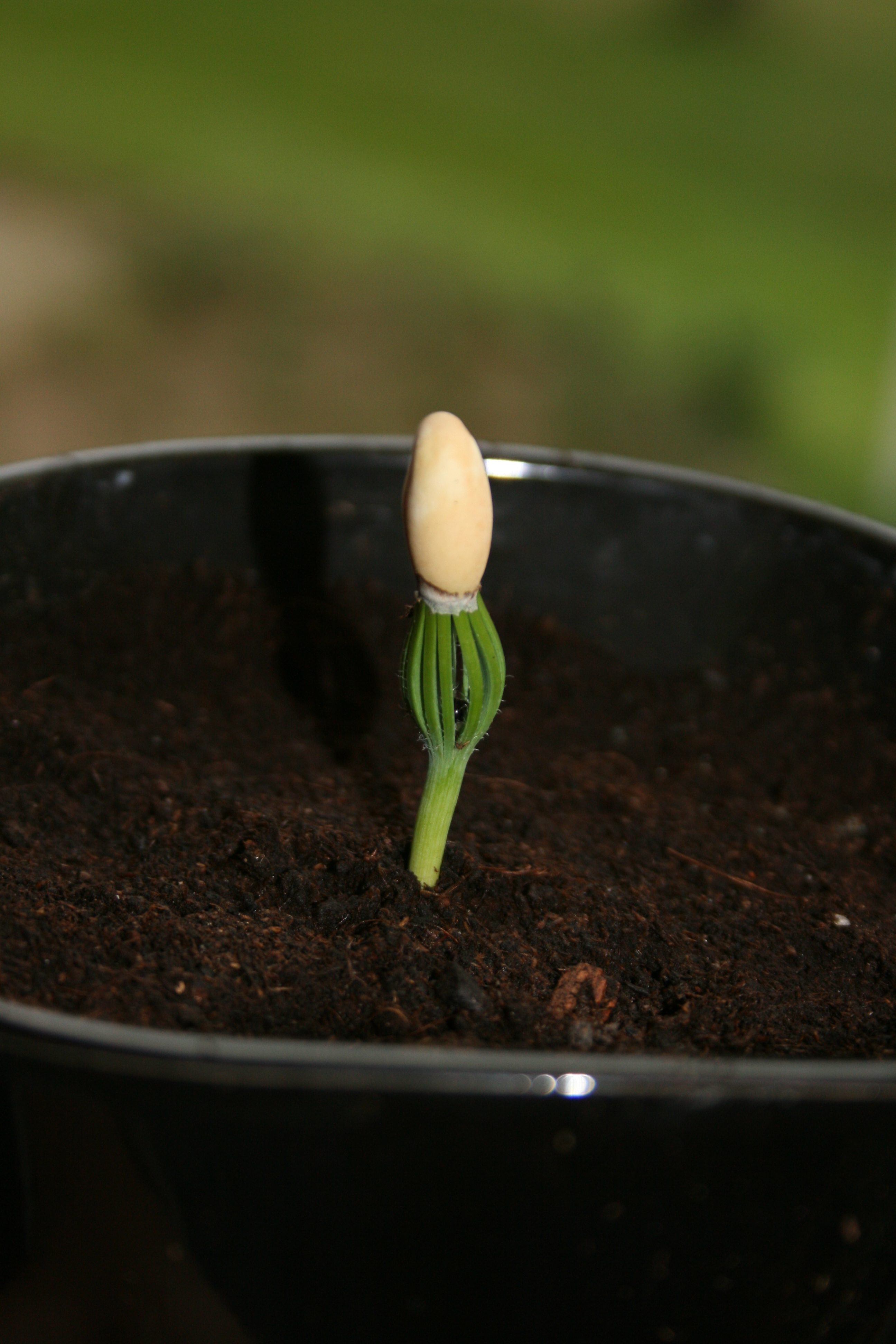
Răsad
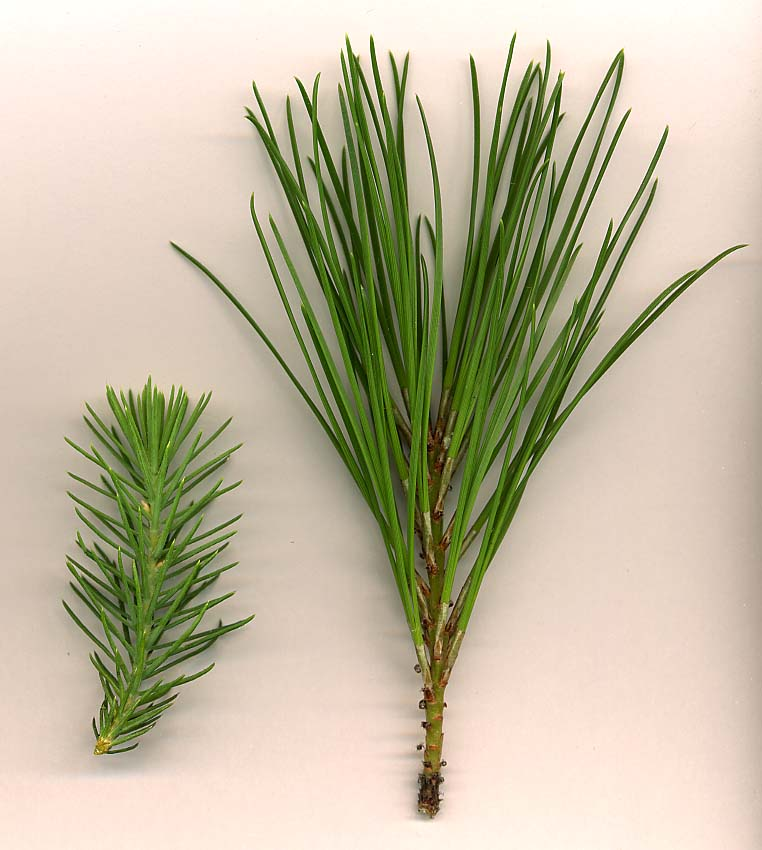
Ace din vârf de lăstar (stânga) și de pe ramură matură (dreapta)
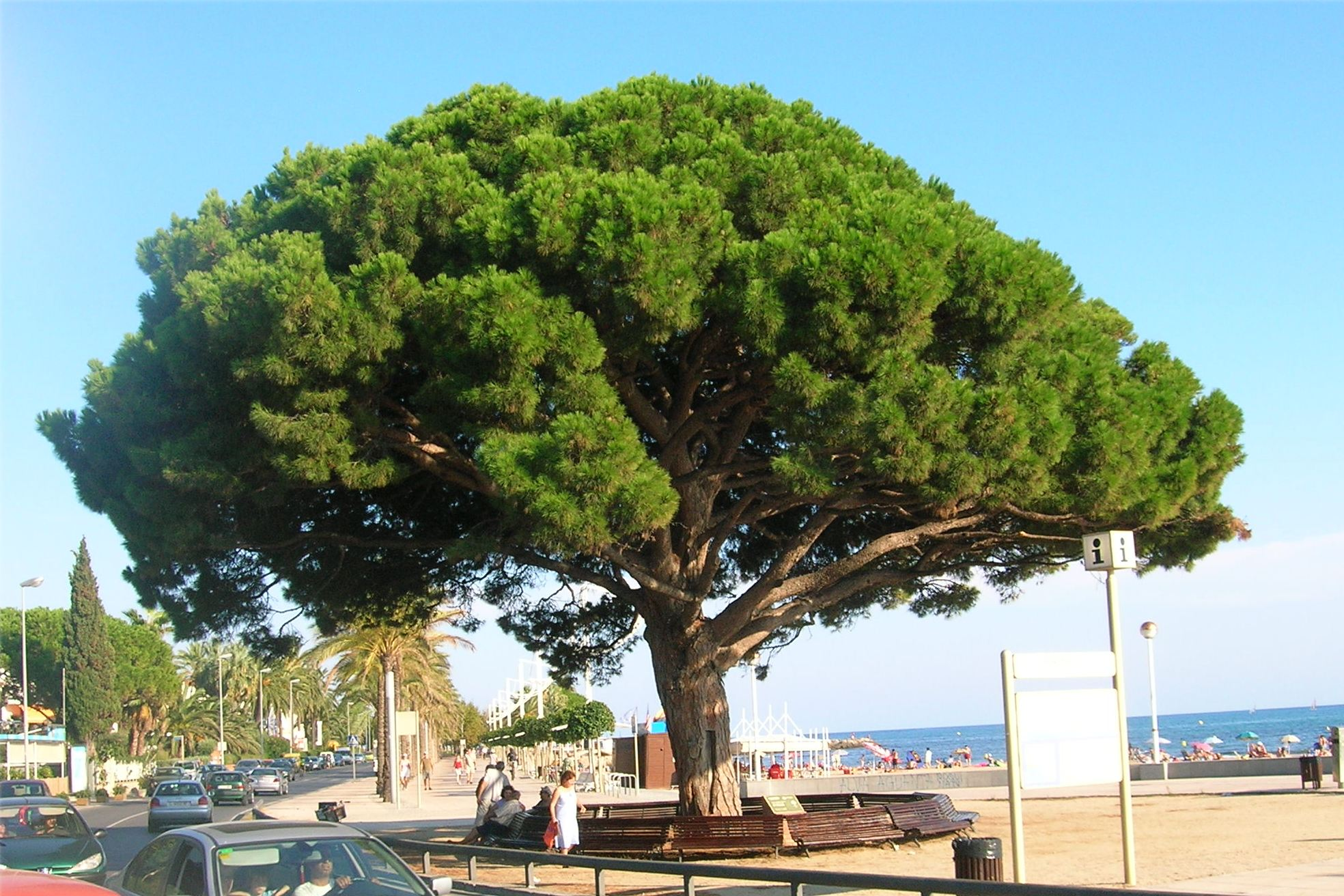
Pin adult din Catalonia, Spania
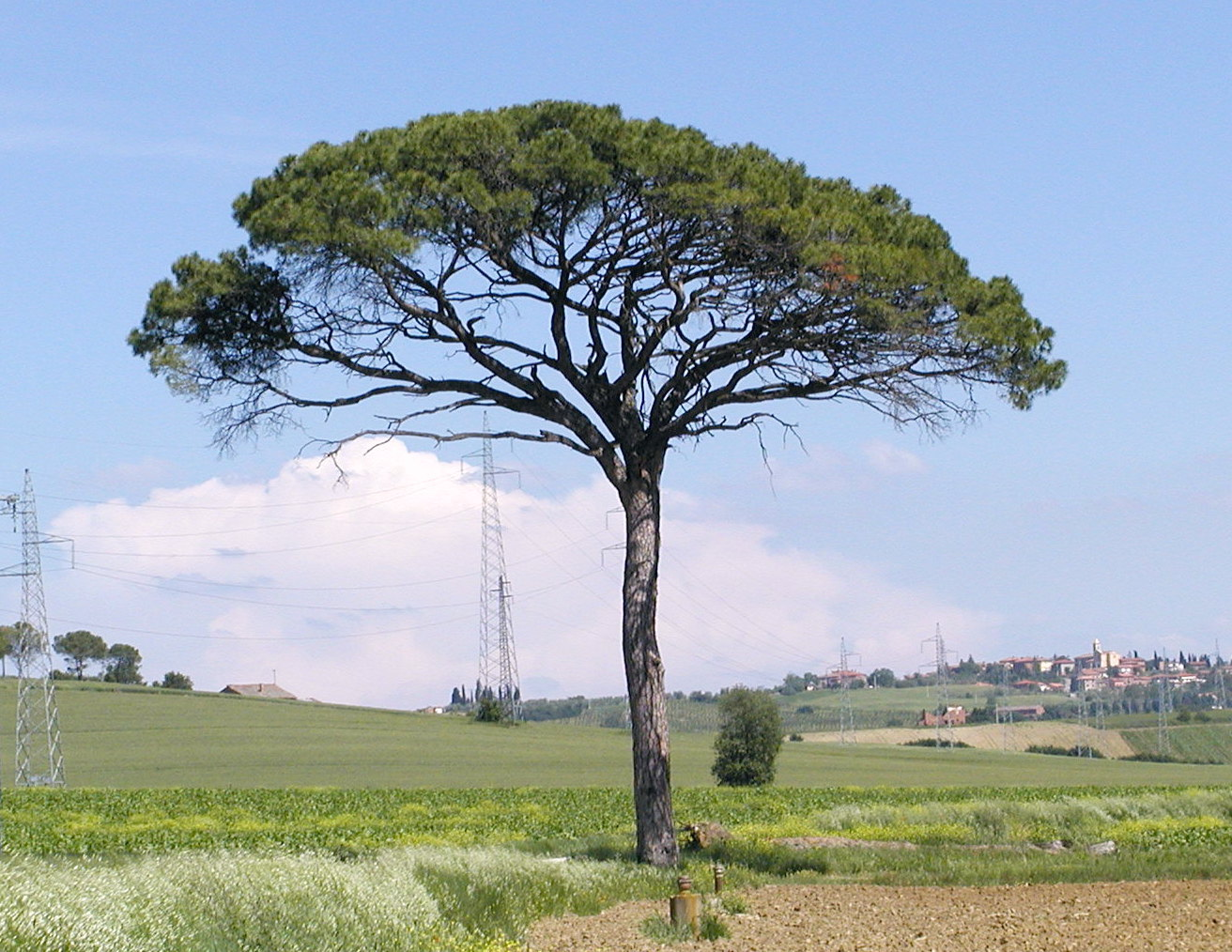
Pin adult din Toscana, Italia
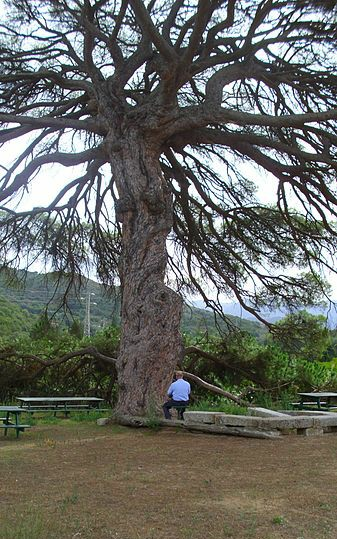
Pin foarte bătrân din Sardinia, Italia
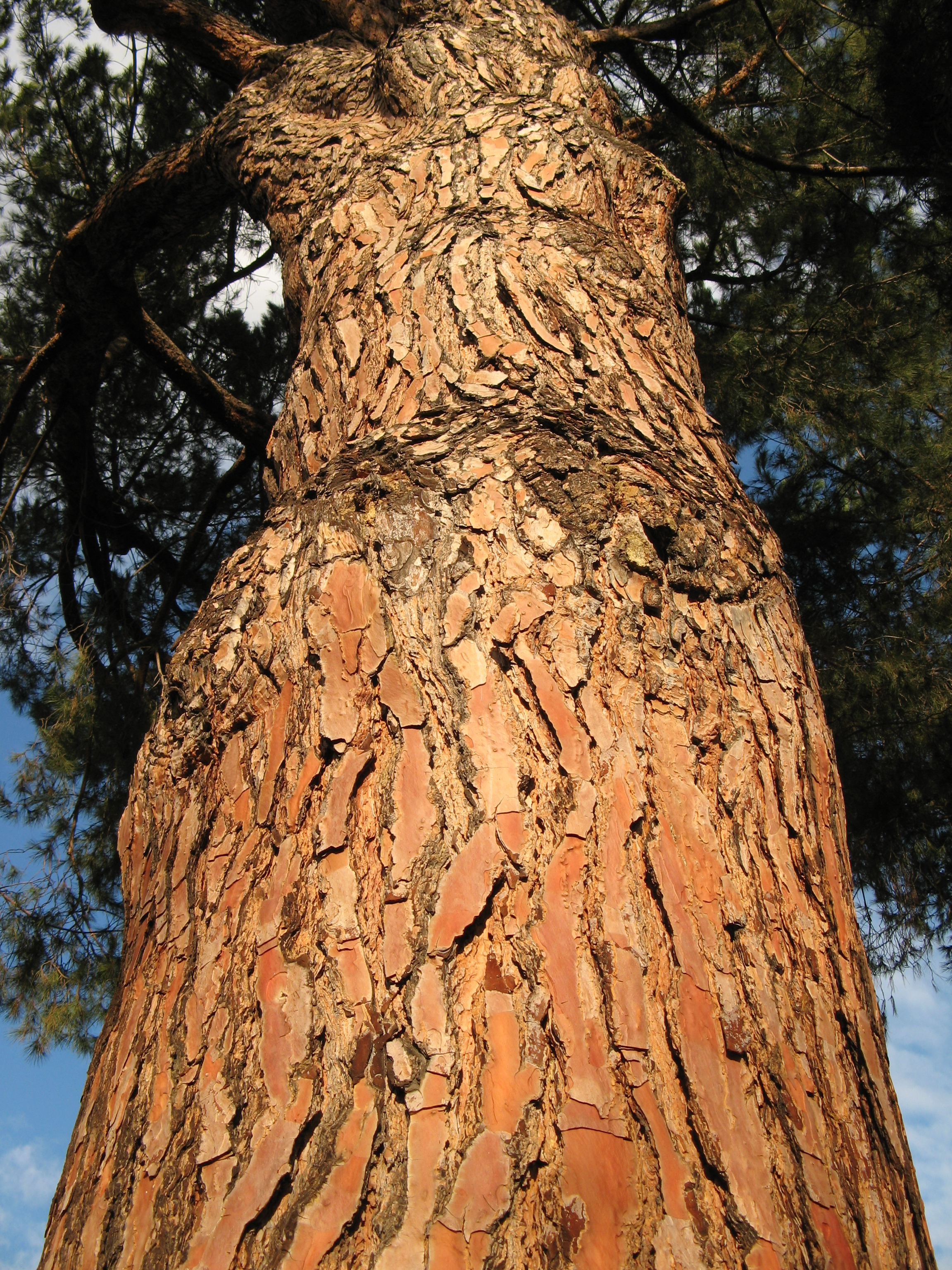
Prim-plan al texturii scoarței unui pin de la Grădina Botanică din Los Angeles